# Шикахохский заповедник
Шикахохский заповедник (арм. Շիկահողի արգելոց; также встречаются названия Шикахогский и Шикаогский) — заповедник в области Сюник на юге Армении в бассейнах рек Цав и Шикахог на северных склонах Мегринского хребта на высотах 700—2 400 м. Был создан в 1958 году, занимает площадь 10 000 га.
Главным объектом охраны являются растительные и животные сообщества девственных дубово-грабовых лесов, произрастающих на высотах 1 000—2 200 м. Имеется тисовая роща, рощица бука восточного.
На высотах 2 200—2 400 м — разреженные дубовые леса.
На больших высотах (2 400—2 600 м) произрастают смешанные сообщества орешника, берёзы, рябины и можжевельника, а ещё выше — субальпийские луга.
В нижнем поясе — редколесья из дуба араксинского, заросли держи-дерева, встречается каркас, гранат, клён.
Встречается плющ, хурма, платан, грецкий орех, обвойник и изредка каштан и дзельква. Часто встречаются разные виды ятрышника, касатика, мака, безвременника, мерендеры.
Здесь произрастают редкие виды реликтовых папоротников — ужовник обыкновенный (Ophioglossum vulgatum) и орляк крымский (Pteridium tauricum), а также большое количество редких и эндемичных видов — подснежник закавказский (Galanthus transcaucasicus), подснежник Артюшенко (Galanthus artjuschenkoae), тюльпан смешанный (Tulipa confusa), груша зангезурская (Pyrus zangezura), различные орхидеи, симфиандра зангезурская (Symphyandra zangezura), зверобой Элеоноры (Hypericum eleonorae), земляника Тахтаджяна, головчатка Чихаева и другие.
Всего в Красную книгу бывшего СССР включено 18 видов произрастающих здесь растений, в Красную книгу Армении — около 80.
Учёт фауны заповедника пока не проводился. Из рукокрылых здесь обитают малый подковонос, остроушастая ночница и другие. Из зарегистрированных в Красной книге Армении птиц встречаются каспийская индюшка, бородач, чёрный гриф, белоголовый сип и другие. Из пресмыкающихся — желтопузик, гюрза и уж. Из млекопитающих распространены барсук, бурый заяц, куница, лесная кошка, армянский муфлон и серна.